# 공격 (군사)
공격 또는 공세는 영토를 점령하거나 탈환하고, 목표를 달성하거나 더 큰 전략적, 작전적, 전술적 목표를 달성하기 위해 군대의 공격적인 투사를 통해 추구하는 군사작전이다. 언론에서 자주 사용하는 공격에 대한 또 다른 용어는 "침공" 또는 보다 일반적인 "공격"이다. 공격은 전역에서 전체적으로 추구되는 전략의 목표 중 일부만을 달성하기 위해 전투 작전을 수행하는 것이다. 일반적으로 공세는 제병 연합 부대 작전의 일환으로 10~30,000명의 병력으로 구성된 하나 이상의 사단 (군사)에 의해 수행된다.
공격은 실행의 특정 단계에서 방어 단계를 인식함에도 불구하고 승리를 가져오는 탁월한 수단으로 간주되었다.
공격의 규모나 범위에 대한 빠른 지침은 공격을 시작하는 측에 참여하는 군대의 수를 고려하는 것이다.
공격은 주로 상대방 간의 대결에서 주도권을 확보하기 위한 수단으로 수행된다. 육지, 바다, 공중에서 전투를 벌일 수 있다.
일본의 진주만 공격과 같은 해군 공세는 국가 전략에 광범위한 영향을 미칠 수 있으며 적의 해군 능력을 파괴하기 위해 상당한 병참 노력이 필요하다. 또한 제2차 세계대전의 대서양 전투와 같은 적 선박을 저지하는 데에도 사용될 수 있다. 해군 공세는 베트남 전쟁 중 미국 해군의 기동 강변 부대가 수행한 코로나도 IX 작전과 같이 전술적일 수도 있다.
공세는 일반적으로 특정 유형의 항공기로 제한되는 다양한 유형의 작전을 설명할 수 있는 작전이다. 전투기를 사용하여 수행되는 공격은 주로 특정 영공 또는 특정 영토에서 공중 우위를 확보하는 것과 관련이 있다. 폭격기 공세는 때로 전략적 폭격 공세라고도 알려져 있으며 제2차 세계 대전 중 연합국 (제2차 세계 대전)이 대규모로 사용했다. 지상 공격을 지원하기 위한 지상 공격기의 활용은 붉은 군대의 쿠투조프 작전과 폴코보데츠 루미안체프 작전의 초기 단계에서 수백 대의 Il-2 항공기가 집단적으로 사용된 것과 같은 공중 공세라고 할 수 있다. 독일 국방군의 지상군을 압도한다.

## 같이 보기
- 군사작전
- 지하드
- 돌격